# Agave tenuifolia
Agave tenuifolia ist eine Pflanzenart aus der Gattung der Agaven (Agave). Ein englischer Trivialname ist „Weeping Agave“.

## Beschreibung
Agave tenuifolia  bildet durch rhizomatöse Verzweigungen dichte Gruppen. Die offenen Rosetten sind locker angeordnet. Die dünnen, biegbaren, herabfallenden, längsgestreiften, grünen lanzettenförmig variabel angeordneten Blätter sind 30 bis 90 cm lang und 0,5 bis 1,5 cm breit. Die hornigen Blattränder sind fein gezahnt. Der braune bis rötliche Enddorn ist 0,5 bis 1 cm lang.
Der ährige, gerade Blütenstand wird 1 bis 2,5 m hoch. Die gelben bis grüngefärbten Blüten sind 23 bis 30 mm lang und erscheinen paarig am oberen Teil des Blütenstandes. Die Blütenröhre ist 12 bis 15 mm lang.
Die kugel- bis eiförmigen dreikammerigen Kapselfrüchte sind bis 10 mm lang. Die mondförmigen, schwarzen Samen sind bis 3 mm lang und bis 2 mm breit.

## Systematik und Verbreitung
Agave tenuifolia wächst in Mexiko, in den Bundesstaaten Tamaulipas und Querétaro an Kalksteinhängen in Waldland, in 450 bis 1500 m Höhe.
Die Erstbeschreibung durch Sergio Zamudio und Emiliano Sánchez Martinez ist 1995 veröffentlicht worden.
Agave tenuifolia ist ein Vertreter der Sektion Striatae. Sie weicht durch die spezielle Blatt- und Blütenstruktur von den anderen Vertretern der Sektion ab. Charakteristisch sind die offenen Rosetten mit den dünnen, herabfallenden, biegbaren, längsgestreiften variabel angeordneten Blättern. Die Art ist verwandt mit Agave striata, die aber durch Größe, Blatt- und Blütenstruktur abweicht.
Ein nomenklatorisches Synonym ist Echinoagave tenuifolia (Zamudio & E.Sánchez) A.Vázquez, Rosales & García-Mor.